# Mario Puzo
Mario Gianluigi Puzo (New York, 1920. október 15. – Long Island, 1999. július 2.) amerikai író.

## Élete
Manhattan mellett született, egy szegény szicíliai bevándorló családban. A második világháború alatt belépett a hadseregbe, Németországban és Ázsiában szolgált, de mivel a látása rossz volt, nyilvános katonai tudósításokat végzett. A háború után írta meg az első könyvét The Dark Arena címmel, amelyet 1955-ben adtak ki.
Leghíresebb műve a The Godfather (A keresztapa) 1969-ben jelent meg. Ezt később Francis Ford Coppola vitte filmre, majd a film sikerére való tekintettel trilógia lett belőle. Puzo együttműködött Coppolával a forgatókönyv írásában, majd 1974-ben megírta első önálló forgatókönyvét az Earthquake (Földrengés) című katasztrófafilmhez. Közreműködött az 1978-as és 1980-as Superman filmekben is.
Utolsó könyvének, az Omertànak a kiadását már nem érte meg, szívelégtelenségben halt meg 1999. július 2-án.

## Művei
- The Dark Arena (A sötét aréna), 1955 (Pokoli porond)
- The Fortunate Pilgrim (A szerencsés zarándok), 1965 (Mamma Lucia)
- The Runaway Summer of Davie Shaw, 1966
- The Godfather (A keresztapa), 1969
- The Godfather Papers & Other Confessions (A keresztapa akták és egyéb vallomások), 1972
- Inside Las Vegas (Las Vegas belülről), 1977
- Fools Die (A bolondok meghalnak), 1978
- The Sicilian (A szicíliai), 1984
- The Fourth K (A negyedik K), 1990
- The Last Don (Az utolsó Don), 1996
- Omertà, 2000
- The Family (A Család), 2000

## Magyarul
- A Keresztapa; ford. Vándor Vera; Magvető, Budapest, 1989
- A szicíliai. Regény; ford. Schéry András, Falvay Mihály; Európa, Budapest, 1990
- A negyedik K; ford. Falvay Mihály.; Európa, Budapest, 1993
- Az utolsó keresztapa; ford. Süle Gábor; JLX, Budapest, 1997
- Omertà; ford. Ladányi Katalin; Magyar Könyvklub, Budapest, 2000
- Mario Puzo–Carol Gino: A család; ford. Etédi Péter; Magyar Könyvklub, Budapest, 2003
  - (A család. A Borgiák maffiaregénye címen is)
- Pokoli porond; ford. Bozai Ágota; Magyar Könyvklub, Budapest, 2004
- Mamma Lucia; ford. Wertheimer Gábor; Geopen, Budapest, 2007

## Egyéb, folytatás
- Mark Winegardnerː A Keresztapa visszatér. Mario Puzo regényhőseinek további története; ford. Komáromy Rudolf; Geopen, Budapest, 2005
- Mark Winegardnerː A Keresztapa bosszúja. Mario Puzo regényhőseinek újabb története; ford. Komáromy Rudolf; Geopen, Budapest, 2007
- Ed Falcoː A Corleone család; Mario Puzo forgatókönyve alapján, ford. Komáromy Rudolf; Geopen, Budapest, 2012